# Karl Wilhelm Wach
Karl Wilhelm Wach (født 11. september 1787 i Berlin, død 24. november 1845 sammesteds) var en tysk maler.
Wach uddannedes først på Berlins Akademi, men fik sit afgørende kunstnerpræg under et flerårigt studieophold (fra 1815) i Paris, hvor David og Gros var hans lærere. Han rejste derfra som ivrig klassicist og fortsatte i samme retning i Rom, hvor særlig Rafael og hans skole blev hans forbillede. I Berlin, hvortil han vendte tilbage 1819, kom han til at spille en stor rolle ved sin udstrakte lærervirksomhed (akademiprofessor) og sine høje officielle stillinger (hofmaler, akademi-vicedirektør m. v.). Wachs eklektiske kunst lempede sig her efter den herskende romantiske retning; han arbejdede især i det religiøse historiemaleri (hovedværker: De tre himmelske dyder i Berlins Werderske Kirke og Tronende Madonna fra 1826, Berlins Nationalgalleri, loftsbilledet De ni Muser i Berlins Schauspielhaus); hans omfattende og lidet originale kunst stivnede efterhånden i rutine (Biskop Otto, Stettins Museum). Kendte portrætter af hans hånd er: Prinsesserne Elisabeth og Marie, Dronning Louise, Grevinde Raczynski (1827) og andre.